# Lista dos singles mais vendidos no Brasil em 1968
Esta lista contém os cinquenta singles mais vendidos no Brasil no ano de 1968. A lista foi publicada em janeiro de 1969 pela extinta revista Melodias, de acordo com pesquisa feita pela Rádio Nacional de São Paulo, e compreende os compactos simples mais vendidos nas lojas brasileiras durante o ano de 1968.

## Lista

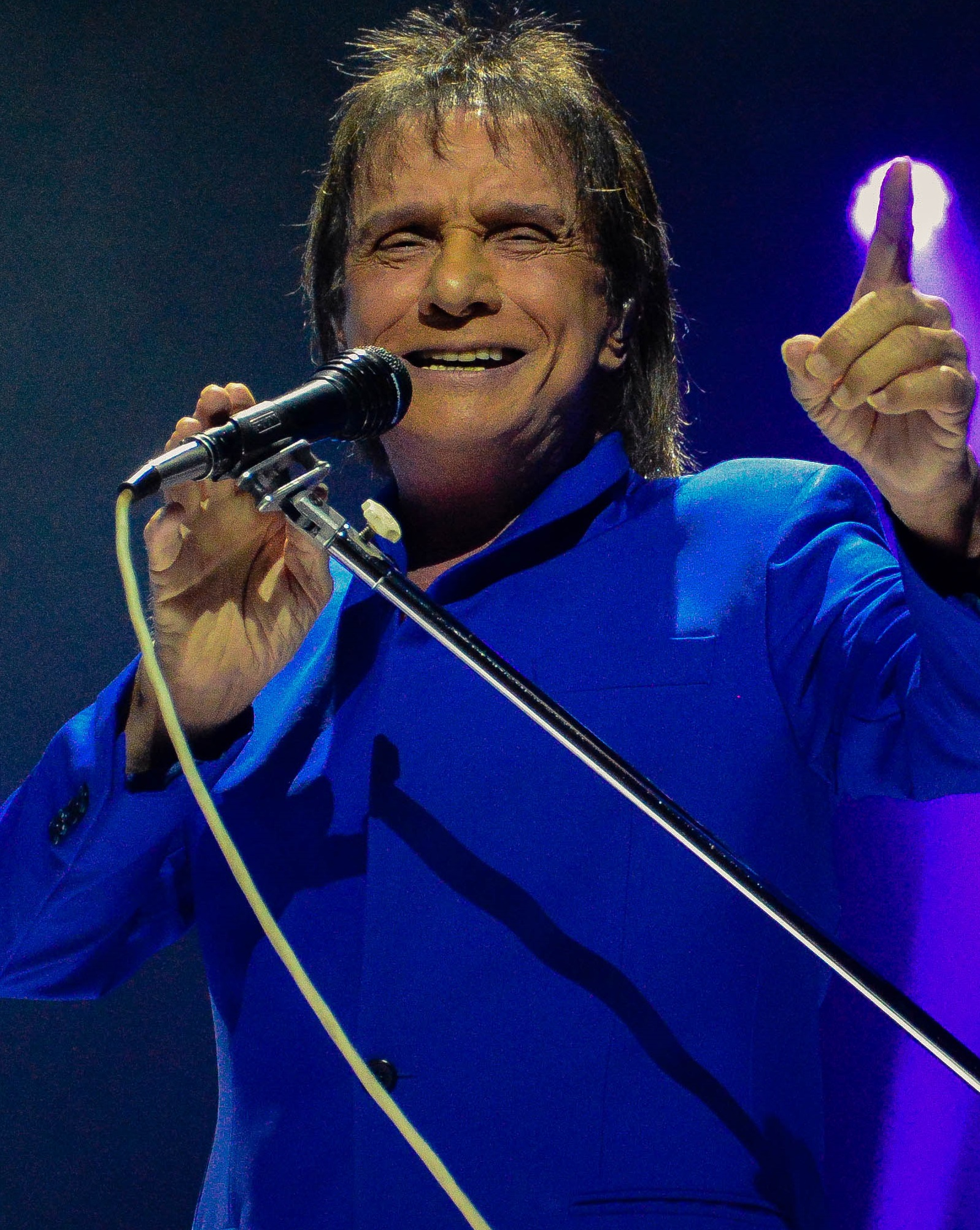
Roberto Carlos (na imagem) obteve três singles entre os cinquenta mais vendidos.

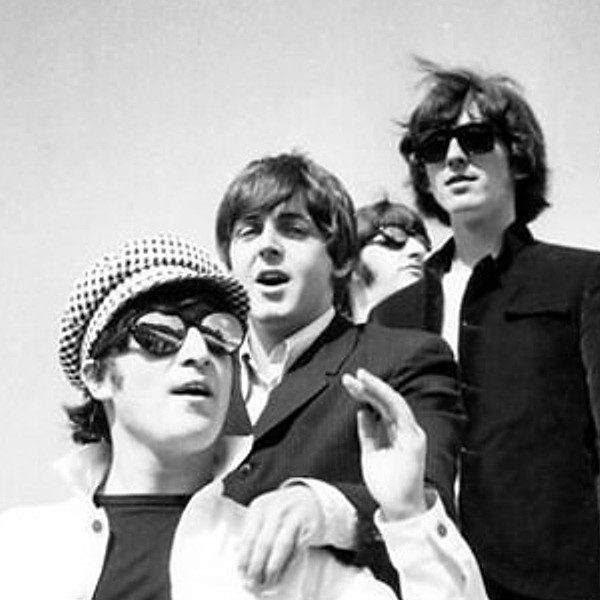
O grupo britânico de rock The Beatles (na imagem) também obteve três posições na lista.

| Posição | Canção                                   | Artista(s)                   |
| ------- | ---------------------------------------- | ---------------------------- |
| 1       | "Última Canção"                          | Paulo Sérgio                 |
| 2       | "Love is Blue (L'amour est Bleu)"        | Paul Mauriat                 |
| 3       | "A Pobreza"                              | Leno                         |
| 4       | "Eu Te Amo, Te Amo, Te Amo"              | Roberto Carlos               |
| 5       | "Segura Esse Samba, Ogunhê"              | Osvaldo Nunes                |
| 6       | "Canzone per Te"                         | Roberto Carlos               |
| 7       | "Kokorono Ninji"                         | Os Incríveis                 |
| 8       | "Aranjuez, Mon Amour"                    | Lafayette                    |
| 9       | "Pata Pata"                              | Miriam Makeba                |
| 10      | "Sá Marina"                              | Wilson Simonal               |
| 11      | "San Francisco"                          | Scott McKenzie               |
| 12      | "Hey Jude"                               | The Beatles                  |
| 13      | "I Love You"                             | People                       |
| 14      | "Quem Será?"                             | Agnaldo Timóteo              |
| 15      | "Lonely"                                 | The Lovin' Spoonful          |
| 16      | "Hello, Goodbye"                         | The Beatles                  |
| 17      | "Tenho um Amor Melhor que o Seu"         | Antônio Marcos               |
| 18      | "MacArthur Park"                         | Richard Harris               |
| 19      | "Georgia on My Mind"                     | The Uniques                  |
| 20      | "Eu Daria a Minha Vida"                  | Roberto Carlos               |
| 21      | "A Chuva que Cai (È La Pioggia Che Va)"  | Os Caçulas                   |
| 22      | "Pra Nunca Mais Chorar"                  | Vanusa                       |
| 23      | "Querida (Honey)"                        | Moacyr Franco                |
| 24      | "Massachusetts"                          | Bee Gees                     |
| 25      | "Eu Te Amarei"                           | Mauro Sérgio                 |
| 26      | "Look to Your Soul"                      | Johnny Rivers                |
| 27      | "Summer Rain"                            | Johnny Rivers                |
| 28      | "Perto dos Olhos, Longe do Coração"      | Dori Edson                   |
| 29      | "Judy in Disguise"                       | John Fred & His Playboy Band |
| 30      | "Light My Fire"                          | José Feliciano               |
| 31      | "Pior pra Você, Bem Pior pra Mim"        | Martinha                     |
| 32      | "Pra Não Dizer que Não Falei das Flores" | Geraldo Vandré               |
| 33      | "Carolina"                               | Chico Buarque                |
| 34      | "Cuando Salí de Cuba"                    | The Sandpipers               |
| 35      | "When Summer is Gone"                    | Gary Lewis & the Playboys    |
| 36      | "Querida (Honey)"                        | Roberto Barreiros            |
| 37      | "Pictures of Matchstick Man"             | Status Quo                   |
| 38      | "Samba do Crioulo Doido"                 | Quarteto em Cy               |
| 39      | "Eu Gostava Muito de Você, Sabe?"        | Roberto Barreiros            |
| 40      | "Mony, Mony"                             | Tommy James & the Shondells  |
| 41      | "Só Pode Ser Você"                       | Carlos José                  |
| 42      | "Israel"                                 | Os Incríveis                 |
| 43      | "The Rain, the Park and Other Things"    | The Cowsills                 |
| 44      | "A Pretendida"                           | Altemar Dutra                |
| 45      | "Sealed with a Kiss"                     | Gary Lewis & the Playboys    |
| 46      | "Honey"                                  | Bobby Goldsboro              |
| 47      | "Lady Madonna"                           | The Beatles                  |
| 48      | "(Sittin' On) the Dock of the Bay"       | Otis Redding                 |
| 49      | "Se Você Se Arrepender"                  | Luiz Fabiano                 |
| 50      | "Deixa"                                  | Antônio Martins              |